# Bansi Chandragupta
Bansi Chandragupta (* 1924 in Sialkot, Punjab; † 27. Juni 1981 in Brookhaven, New York) war ein indischer Szenenbildner und Dokumentarfilmregisseur, der im bengalischen und im Hindi-Film arbeitete. Besonders intensiv war seine Zusammenarbeit mit dem Regisseur Satyajit Ray.

## Leben
Bansi Chandragupta entstammte einer kaschmirischen Pandit-Familie und wuchs in Srinagar auf. Er interessierte sich schon als Kind für Malerei und lernte nach der Schule den Maler und Kunstsammler Subho Tagore (1912–1985) – einen Neffen Rabindranath Tagores – kennen, der ihn zum Studium nach Kolkata einlud und ihn in seinem Apartment im Metropolitan Building wohnen ließ, in dem auch die Bibliothek des United States Information Service (USIS; heute „American Library“) untergebracht war. Dort und in Kolkataer Künstlerkreisen lernte Chandragupta Satyajit Ray und andere Kunstinteressierte kennen. Mit Ray, Chidananda Dasgupta und Harisadhan Dasgupta gehörte er zu den ersten Mitgliedern der Calcutta Film Society, die sich der Aufführung ausländischer Kunstfilme verschrieben hatte.
Seine erste aktive Erfahrung mit dem Film hatte Chandragupta 1947, als er Subho Tagore, der Szenenbildner des Films Abhijatri von Hemen Gupta war, assistierte. Nachdem Tagore sich mit Gupta und dem Produzent und Autor Jyotirmoy Roy wegen künstlerischer Differenzen überworfen hatte und der Ersatzszenenbildner krank wurde, bekam Chandragupta eher durch Zufall die Arbeit übertragen. Als Jean Renoir 1950 nach Indien kam und seinen Film The River drehte, wurde Bansi Chandragupta als Assistent des Szenenbildners Eugène Lourié engagiert und lernte den Stellenwert der Gestaltung des Filmsets für das Gesamtwerk kennen. Seine dabei gesammelten Erfahrungen mit der Gestaltung realistischer Filmsets setzte er in Satyen Boses Bhor Hoye Elo (1953) ein und erhielt dafür Beachtung unter bengalischen Filmschaffenden. Für das zur selben Zeit entstandene Pather Panchali schuf Chandragupta ein authentisches Set mit Dorfhütten, ausgestattet mit Möbeln sowie Alltags- und Haushaltsgegenständen, die wesentlich zur Glaubhaftigkeit des im Milieu ländlicher Armut spielenden Films beitrugen. Die Geschichte um den Jungen Apu errang internationale Preise und war die erste einer bis 1970 dauernden kontinuierlichen Zusammenarbeit Chandraguptas mit seinem Freund Ray. Insgesamt entstanden 20 gemeinsame Filme, bei denen Ray seine konkreten Vorstellungen der Filmbauten von Chandragupta umsetzen ließ.
Für Aparajito (1956), den zweiten Film der Apu-Trilogie, baute Chandragupta auf dem Außengelände des Kolkataer „Technicians’ Studio“ die Innenansicht der Wohnung von Apus Familie in Benares nach. Die nach oben offenen Bauten wurden nach einer Idee des Kameramanns Subrata Mitra mit weißem Stoff bespannt, der das Tageslicht durchließ, ohne dass es Schatten warf. Die Arbeit dieser beiden Techniker machte es selbst dem geschulten Auge nicht immer leicht, zwischen Originalplätzen und Studionachbauten zu unterscheiden. Zu den in dieser Hinsicht qualitativ besten Ray-Mitra-Chandragupta-Produktionen gehören Charulata (1964) mit dem Nachbau einer Villa der bengalischen Oberschicht des späten 19. Jahrhunderts und Nayak (1966), dessen Interieurs im Rajdhani Express allesamt Studiobauten sind. Die mit Ray und Mitra etablierten Arbeitsweisen wendete Chandragupta auch bei seinen Filmen mit Mrinal Sen – Baishey Shravan (1960), Akash Kusum (1965), Akaler Sandhaney (1980) – und Tarun Majumdar – Ektuku Basha (1965) und Balika Bodhu (1967) – an.
Nach der Produktion von Pratidwandi (1970) verließ Chandragupta Rays Filmteam – wie zuvor bereits Subrata Mitra – wegen künstlerischer Differenzen und ging nach Bombay, wo er fortan für den Hindi-Film tätig war. Kritisch gegenüber der Qualität der Bauten im gewöhnlichen kommerziellen Hindi-Film eingestellt fand Chandragupta hauptsächlich Arbeit bei jungen FTII-Absolventen wie Kumar Shahani, dessen Debütfilm Maya Darpan (1972) er ausstattete. Er arbeitete bei Piya Ka Ghar (1972) und Manzil (1979) mit Basu Chatterjee, aber auch für die internationalen Merchant-Ivory-Produktionen The Guru (1969), Mahatma and the Mad Boy (1974) und Hullabaloo over Georgie and Bonnie’s Pictures (1978).
Bei Satyajit Rays einzigem nichtbengalischen Langfilm Shatranj Ke Khilari (1977) kam es zu einer letzten Zusammenarbeit der beiden. Der Film spielt am Ende der Regierungszeit von Wajid Ali Shah im muslimischen Königreich Avadh und hat die Annexion durch die Briten im Jahre 1856 zum Thema. Während der Vorbereitungen studierten Chandragupta und Ray unter anderem zeitgenössische Gemälde des Nawab Ghaziuddin Haidar und Miniaturen, die für ihre Detailhaftigkeit bekannt sind. Von einem der Gemälde kopierten sie das Aussehen des im Film verwendeten Throns des Nawab von Avadh. Für Muzaffar Alis Umrao Jaan (1981) schuf Chandragupta ein zweites Mal Kostüme und den Hof des Nawab in Lakhnau.
Zu Chandraguptas letzten Arbeiten gehören Shyam Benegals Kalyug (1981), Aparna Sens 36 Chowringhee Lane und der erst 1984 veröffentlichte Tarang von Kumar Shahani. In Sens Film gestaltete Chandragupta das Lebensumfeld von Anglo-Indern in Kolkata nach. Das Werk ist Bansi Chandragupta gewidmet. Seine Arbeit beeinflusste junge Szenenbildner wie Nitish Roy, Nitin Desai oder Samir Chanda.
Neben seiner Arbeit als Szenenbildner drehte Chandragupta einige Dokumentarfilme, die von der Regierung Westbengalens produziert wurden. Von diesen gewann Glimpses of West Bengal (1967) einen National Film Award.
Bansi Chandragupta starb im Alter von 57 Jahren im Brookhaven Memorial Hospital auf Long Island (New York) nach einem Herzinfarkt, den er erlitt, als er nach einem Zug rannte. Er war zusammen mit Satyajit Ray und Chidananda Das Gupta in den USA, um eine vom Museum of Modern Art veranstaltete Retrospektive indischer Filme zu eröffnen.

## Auszeichnungen
- 1968: National Film Award for the Best News and Current Affairs Film für Glimpses of West Bengal
- 1972: Filmfare Award/Bestes Szenenbild für Seema
- 1976: Filmfare Award/Bestes Szenenbild für Do Jhoot
- 1982: Filmfare Award/Bestes Szenenbild für Chakra
- 1983: Best Technical/Artistic Achievement Award bei den Evening Standard British Film Awards für seine Arbeit in 36 Chowringhee Lane und seinen Beitrag als Szenenbildner zum Film in Indien

## Filmografie
- 1947: Abhijatri
- 1951: The River
- 1953: Bhor Hoye Elo
- 1955: Pather Panchali
- 1956: Aparajito
- 1957: Parash Pathar
- 1958: Jalsaghar
- 1958: Maya Bazaar
- 1959: Apur Sansar
- 1960: Devi
- 1960: Baishey Shravan
- 1961: Teen Kanya
- 1961: Rabindranath Tagore – Dokumentarfilm
- 1962: Kanchenjungha
- 1962: Abhijan
- 1963: Mahanagar
- 1964: Charulata
- 1964: Two
- 1965: Kapurush
- 1965: Mahapurush
- 1965: Akash Kusum
- 1965: Ektuku Basha
- 1966: Nayak
- 1967: Chiriakhana
- 1967: Balika Bodhu
- 1967: Glimpses of West Bengal – Dokumentarfilm (Regie)
- 1969: Goopy Gyne Bagha Byne
- 1969: The Guru
- 1969: Aranyer Din Ratri
- 1970: Pratidwandi
- 1970: Gangasagar Mela – Dokumentarfilm (Regie)
- 1971: Seema
- 1971: Paraya Dhan
- 1972: Piya Ka Ghar
- 1972: Jangal Mein Mangal
- 1972: Maya Darpan
- 1973: 27 Down
- 1973: Aaj Ki Taaza Khabar
- 1974: Darjeeling: Himalayan Fantasy – Dokumentarfilm (Regie)
- 1974: Trimurti
- 1974: Mahatma and the Mad Boy
- 1975: Do Jhoot
- 1977: Shatranj Ke Khilari
- 1977: Mukti
- 1978: Tumhari Kasam
- 1978: Hullabaloo over Georgie and Bonnie’s Pictures
- 1979: Manzil
- 1980: Happening in Calcutta – Dokumentarfilm (Regie)
- 1980: Chakra
- 1980: Akaler Sandhaney
- 1981: 36 Chowringhee Lane
- 1981: Kalyug
- 1981: Umrao Jaan
- 1984: Tarang